# Lyle Chan
Lyle Chan es un compositor australiano, conocido por su enfoque único de escribir obras acumulativas con una sola obra por género. Su AIDS Memoir Quartet narra sus años como activista contra el VIH/SIDA en el apogeo de la epidemia en Australia. John Cage fue una gran influencia en su trabajo y se le considera una autoridad en el ámbito musical.

## Primeros años y educación
Lyle Chan recibió una Licenciatura en Física de la Universidad de Wisconsin, Madison. Estudió música con Conrad Pope, J. Peter Burkholder y el Pro Arte String Quartet. Fue Gerente de Artistas y Repertorio del sello discográfico australiano ABC Classics durante más de diez años.

## Influencias musicales
Chan ha reconocido a John Cage y Morton Feldman entre sus principales influencias musicales y él mismo es reconocido como una autoridad en Cage. Para el centenario del compositor en 2012, John Cage Trust y la Ópera de Sydney lo invitaron a dar una conferencia en ese edificio emblemático sobre la pieza "muda" fundamental de Cage , 4′33″. Programada para durar 43 minutos y 30 segundos, la revista Limelight calificó la conferencia de "sondeo". "Cage tardó cuatro años en escribir la pieza, en dominar el coraje y la lógica detrás de ella", dijo.

## Obras
Chan ha descrito su música como un diario o memoria, particularmente de emociones, y escribe obras acumulativas con una sola obra por género. Estas composiciones acumulativas tienen títulos muy abstractos como Orquesta con instrumentos solistas y Piano solo, pero cada una se compone de secciones independientes con títulos más descriptivos. Sus obras más autobiográficas son Solo Piano y String Quartet.Lo ha llamado "un trabajo perpetuo en progreso", diciendo que "como artista, creas una obra, que es la obra definida por la vida que llevas y las experiencias que tienes". "La música eran mis diarios, una forma de escribir sentimientos. Como compositor, pienso en la música como el sonido que producen los sentimientos". Cuatro de estas secciones han recibido una cobertura mediática de alto perfil: Wind Farm Music (dedicada a Tony Abbott) , Rendezvous With Destiny, AIDS Memoir Quartet y Serenata para tenor, saxofón y orquesta.

### Piano solista
Muy pocas secciones de Solo Piano se han publicado públicamente, siendo la principal excepción Forever #1, una pieza de un minuto escrita para el segundo aniversario de los ataques terroristas del 11 de septiembre en Estados Unidos. Es deliberadamente similar al minuto de silencio que se observa en las ceremonias conmemorativas. Su sitio web contiene ensayos de memorias sobre varias otras secciones de Solo Piano, como Untitled (for Steve), Wisconsin Cowboy Lullaby y Nachtstück, ninguna de las cuales ha permitido que se interprete públicamente hasta ahora.

### Cuarteto de cuerda
Se han hecho públicas varias secciones del String Quartet, en particular las secciones que cubren los años 1991 a 1996, conocidas como AIDS Memoir Quartet. Otras secciones incluyen Liberty and the Pursuit, un homenaje a sus maestros el Pro Arte Quartet, y Farwell My Good I Forever, y Sin título (Thomas Brand gewidmet).

### Cuarteto de memorias sobre el SIDA
AIDS Memoir Quartet narra los seis años de Chan como activista contra el SIDA en el apogeo de la epidemia en Australia, incluida la importación de medicamentos experimentales de Los Ángeles a Sydney. La obra ha sido interpretada en exclusiva por Acacia Quartet.

### Voces e Instrumentos
Voces e Instrumentos es un trabajo diverso que emplea cualquier combinación de voces (solistas o corales) e instrumentos (de cámara, orquestales o electrónicos). Aunque es menos obviamente autobiográfico que String Quartet o Solo Piano, contiene secciones inspiradas en eventos dentro de su experiencia directa, como la crisis de rehenes del Lindt Café de 2014, o el descubrimiento de que el primer amor de Benjamin Britten, Wulff Scherchen, estaba vivo y vivía en Australia.Se han publicado varias secciones: "Wachsein ist andersvo (El despertar está en otra parte)", Cita con el destino, "Dass ich dich schau ewiglich" (Para que te vea eternamente ), Love Is Always Born (diciembre) y Serenata para tenor, saxofón y orquesta ("My Dear Benjamin").

### Serenata para tenor, saxofón y orquesta ("My Dear Benjamin")
Este ciclo de canciones orquestales está basado en cartas entre Benjamin Britten y Wulff Scherchen.
Chan decidió escribir la obra cuando descubrió que Scherchen todavía estaba vivo y fue a encontrarse con el hombre de 95 años que vivía en el norte de Nueva Gales del Sur, Australia.
Fue galardonado con el premio Obra Orquestal del Año en los Art Music Awards 2017.

## Reconocimiento
En particular, el Cuarteto de Memorias sobre el SIDA ha sido reconocido por su importancia como obra de arte y como documento histórico. La revista Limelight lo describió como "Una obra tremendamente poderosa de la historia de la música. Una pieza imponente". El galardonado compositor estadounidense John Corigliano escribió que es "una obra muy ambiciosa nacida de una plaga aparentemente interminable. Su compositor ha tomado sus experiencias de vivir la enorme tragedia del SIDA y a partir de ellas ha moldeado una obra seria y profundamente sentida de arte."
Desde 2013, el sitio web personal de Chan ha sido seleccionado para su preservación continua por la Biblioteca Nacional de Australia en su archivo PANDORA, reconociendo su contribución a la cultura y la historia.
Las obras de Chan han sido programadas por las principales organizaciones artísticas de Australia, como el Coro de la Filarmónica de Sydney, la Song Company, la Orquesta Sinfónica de Queensland, la Orquesta Sinfónica de Tasmania, la Camerata de St John's, el Festival de Brisbane, la Galería Nacional de Victoria, la Galería de Arte de Nueva Gales del Sur, Sydney. Opera House, Australian Broadcasting Corporation y otros. 
Chan es especialmente apreciado por su música de cámara, que ha sido interpretada por los pianistas Simon Tedeschi y Benjamin Martin, y grupos como Australia Piano Quartet, Australian Art Quartet, Seraphim Trio, New Sydney Wind Quintet y Acacia Quartet.